# Весна Малохоџић
Весна Малохоџић (Сарајево, 25. новембар 1948 — Београд, 4. фебруар 2022) била је српска глумица. Глумила је у Београдском драмском позоришту, Позоришту на Теразијама и другим позориштима. Остварила је своје улоге на телевизији и филму глумећи у више драма и серија.
Била је удата за кошаркаша Драгутина Чермака. Сахрањена је на Новом гробљу у Београду. 

## Филмографија
| Год.     | Назив                         | Улога                                      |  |
| -------- | ----------------------------- | ------------------------------------------ |  |
| 1970.-те |                               |                                            |  |
| 1970.    | Живот је масовна појава       |                                            |  |
| 1970.    | Једанаеста заповијед          | Корана                                     |  |
| 1970.    | Прва љубав                    |                                            |  |
| 1971.    | Домовина у песмама            |                                            |  |
| 1971.    | Цео живот за годину дана      | девојка на станици                         |  |
| 1971.    | Куда иду дивље свиње          | Јелена                                     |  |
| 1972.    | Роман са контрабасом          |                                            |  |
| 1972.    | Милева Ајнштајн               | Ружица Дражић                              |  |
| 1972.    | Пораз (ТВ филм)               |                                            |  |
| 1972.    | Изданци из опаљеног грма      |                                            |  |
| 1973.    | Браунингова верзија           |                                            |  |
| 1973.    | Сутјеска                      | Девојка са плетеницама                     |  |
| 1974.    | Димитрије Туцовић (ТВ серија) | Јелена Петровић                            |  |
| 1977.    | Роман са контрабасом          |                                            |  |
| 1977.    | Ана воли Милована             |                                            |  |
| 1977.    | Више од игре                  | Симона Шљивић                              |  |
| 1978.    | Није него                     | Професорка                                 |  |
| 1978.    | Васкрсење змаја               |                                            |  |
| 1978.    | Трен                          | Новакова девојка                           |  |
| 1980.-те |                               |                                            |  |
| 1980.    | Трен (ТВ серија)              | Новакова девојка                           |  |
| 1980.    | Кадињача                      |                                            |  |
| 1980.    | Врућ ветар                    | Бобова супруга                             |  |
| 1980.    | Слом                          | Даница                                     |  |
| 1981.    | Седам секретара СКОЈ-а        |                                            |  |
| 1981.    | Приче преко пуне линије       | Мимина другарица                           |  |
| 1984.    | Седефна ружа                  |                                            |  |
| 1985.    | Џек-пот (ТВ)                  |                                            |  |
| 1986.    | Неозбиљни Бранислав Нушић     |                                            |  |
| 1987.    | Бољи живот                    | Сањина мајка                               |  |
| 1987.    | Под рушевинама                |                                            |  |
| 1987.    | И то се зове срећа            |                                            |  |
| 1987.    | Вук Караџић                   | кнегиња Сара Карапанџић                    |  |
| 1988.    | Руди                          |                                            |  |
| 1988.    | Роман о Лондону               | Госпођица која је била на кафи код Мустафе |  |
| 1988.    | Сентиментална прича           | Деса                                       |  |
| 1988.    | Други човек                   | Јагода                                     |  |
| 1988.    | Јастук гроба мог              | Христина                                   |  |
| 1990.-те |                               |                                            |  |
| 1991.    | Тесна кожа 4                  | Слађа                                      |  |
| 1992.    | Девојка с лампом              |                                            |  |
| 1992.    | Театар у Срба                 |                                            |  |